# François-Nicolas Martinet
Pour les articles homonymes, voir Martinet.
 (février 2008).
Si vous disposez d'ouvrages ou d'articles de référence ou si vous connaissez des sites web de qualité traitant du thème abordé ici, merci de compléter l'article en donnant les références utiles à sa vérifiabilité et en les liant à la section « Notes et références ».
François-Nicolas Martinet (ca 1726-1804) est un ingénieur et graveur français.
Il réalise la gravure de très nombreux ouvrages d'histoire naturelle, notamment en ornithologie. Il a travaillé notamment sur l'Ornithologie de Mathurin Jacques Brisson (1760).

## Biographie
Né vers 1726, Martinet a une formation d'ingénieur et de dessinateur. La gravure est dans un premier temps une profession secondaire, mais sa popularité le pousse à en faire son activité principale. 
Il grave les illustrations d'oiseaux pour les ouvrages des plus influents ornithologues français du XVIIIe siècle. Il collabore notamment à l'Histoire naturelle des oiseaux de Buffon, en gravant 1 008 illustrations.
À la fin de sa carrière, Martinet, très expérimenté dans la gravure des oiseaux, publie son propre ouvrage d'ornithologie. François-Nicolas Martinet doit la célébrité de ses gravures au réalisme qu'il apporte à ses oiseaux. À l'époque, les illustrateurs ne respectaient pas les proportions dans leurs dessins, ne rendant l'identification des oiseaux possible que par des ornithologues expérimentés. Techniquement, il dessinait en noir et blanc et rajoutait les couleurs par la suite sur la gravure — le procédé d'impression polychrome était inconnu à l'époque.
Les techniques de conservation des oiseaux n'étaient pas très efficaces et les méthodes variaient beaucoup : conservation dans un liquide, chauffage de l'animal dans un four très chaud ou plongeon dans du vernis, impliquant une modification systématique de la coloration du plumage. Les couleurs ne correspondent donc pas toujours à la stricte réalité en particulier pour certains spécimens exotiques. En conséquence, pour ne pas altérer l'identité des oiseaux, Martinet, comme bien d'autres par la suite, les reproduisait à partir de sujets morts, simplement éviscérés et rembourrés. Mais l'oiseau infesté de parasites était rapidement décomposé. Cette méthode a toutefois fait largement progresser la représentation ornithologique, donnant du « vivant » aux sujets.
Martinet a aussi participé à l'Encyclopédie de Diderot et d'Alembert, il a contribué à 21 illustrations ornithologiques.
Son atelier fournit des estampes réalisées à partir de dessins signés de lui-même et de différents artistes, illustrant des sujets divers, fêtes, ornithologie, dont les planches d’oiseaux commandées par Diderot pour l'Encyclopédie, de nombreux livres, un Buffon, une Description de Paris ; il est aussi l’auteur d’estampes d’architecture, de paysages, de portraits de genre. Sa carrière est particulièrement identifiée à partir de 1756, moment où il est nommé graveur au Cabinet du Roi, fonction dépendant du Service des Menus Plaisirs et relevant de la Maison du Roi.
À partir de 1763, deux des quatre gentilshommes de la Chambre du Roi, les ducs de Richelieu et de Duras reçoivent l’attribution des spectacles. Sous leurs ordres, les intendants nomment des artistes, architecte, sculpteur, dessinateur, graveur, tels les Gissey, les Slotz, Challe, etc. Le service des Menus plaisirs étant chargé de l’organisation des spectacles de la cour, les artistes officialisés sont invités à suivre les représentations de l’opéra, des comédiens français et italiens, du théâtre de la foire Saint-Laurent, installé dans la salle construite par Monnet et décorée par Boucher, et ce afin de choisir les spectacles à donner au souverain dans les années 1760-1770. 
L’idée vient à Martinet de publier des suites de gravures, d’après des comédies et opéras-comiques à succès, presque toutes illustrant le Théâtre-Italien et le Théâtre de la foire dont certaines pièces présentées à la Cour. Il signe ces estampes comme graveur ou comme dessinateur, parfois les deux. Auprès de lui travaillent également ses deux sœurs, Marie-Thérèse et Angélique, ainsi que différents artistes, notamment Gravelot et Queverdo. Certaines planches ne portent aucune signature, travail d’atelier dont la personnalité de référence est Martinet. Vers 1780, il publie douze planches intitulées Portraits d'acteurs dans leurs rôles de théâtre dessinés par Louis-René Boquet, et sept pièces in -12, Costumes de théâtre, figures de théâtre et projets de costumes, qu’il grave au trait et colorie à l’aquarelle. Installé rue des Deux-Ponts, il meurt au début de l’Empire.(Peut-être au début du Consulat).
L'un de ses fils, Aaron Martinet (1762-1841), issu du premier lit, s'établit marchand d'estampes à Paris.
Martinet meurt à Paris le 10 décembre 1804 (19 frimaire an XIII). Son fils François Florent Martinet (1774-1840), né de sa seconde épouse, est cité dans sa succession.

## Œuvres
Gravures
François-Nicolas Martinet réalise de nombreuses gravures parmi lesquelles on peut retenir : 
- L'Escamoteuse d'après François Eisen, département des arts graphiques du Louvre[6].
- Plusieurs gravures, réalisées d'après les dessins de Charles-Michel-Ange Challe, de catafalques de personnages importants morts en 1766-1768 à savoir : Marie-Josèphe de Saxe[7], Élisabeth Farnèse, reine d'Espagne[8], Stanislas Leszczynski, roi de Pologne[9], Philippe Ier de Parme[10], Louis de France (1729-1765)[11] et Marie Leszczynska[12].
- Plusieurs gravures représentant un projet de vaisseau volant conçu par l'aéronaute Jean-Pierre Blanchard lui sont attribuées : mécanique du vaisseau volant[13], coupe du vaisseau[14], etc.
- Bataille de Fleurus, dessin de Martinet et gravure d'Edme Bovinet[15].
- Le Bal du May, dessin de Michel-Ange Slodtz et gravure de Martinet[16]

Le musée du Nouveau Monde de La Rochelle dispose, parmi ses collections, d'un certain nombre d'estampes de natures ornithologiques, réalisées par l'artiste, parmi lesquelles :
- Coucou de Cayenne[17], gravé, aquarelle, eau-forte, H. 24 ; L. 20,5, vers 1787.
- Couroucou de la Guiane[18], gravé, aquarelle, eau-forte, H. 24 ; L. 20,5, vers 1787.
- Le Perroquet maillé, de Cayenne[19], gravé, aquarelle, eau-forte, H. 24 ; L. 20,5, vers 1787.
- Coulon-Chaud, de Cayenne[20], gravé, aquarelle, eau-forte, H. 24 ; L. 20,5, vers 1787.
- Pluvier armé de Cayenne[21], gravé, aquarelle, eau-forte, H. 24 ; L. 20,5, vers 1787.
- Petit Butor, de Cayenne[22],  gravé, aquarelle, eau-forte, H. 24 ; L. 20,5, vers 1787.
- Le Canard jensen, de la Louisiane,[23] gravé, aquarelle, eau-forte, H. 24 ; L. 20,5, vers 1787.
- Chaucas chauve de Cayenne[24], gravé, aquarelle, eau-forte, H. 24 ; L. 20,5, vers 1787.
- Le Curicaca, de Cayenne[25], gravé, aquarelle, H. 24 ; L. 20,5, vers 1787.
- Le Grebifoulque, de Cayenne[26], gravé, aquarelle, eau-forte, H. 24 ; L. 20,5, vers 1787.
- Etc...

Gravures diverses
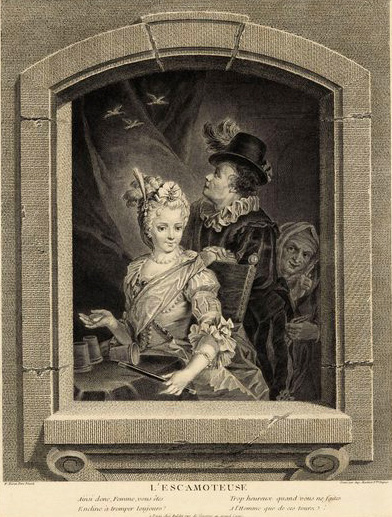
L'Escamoteuse
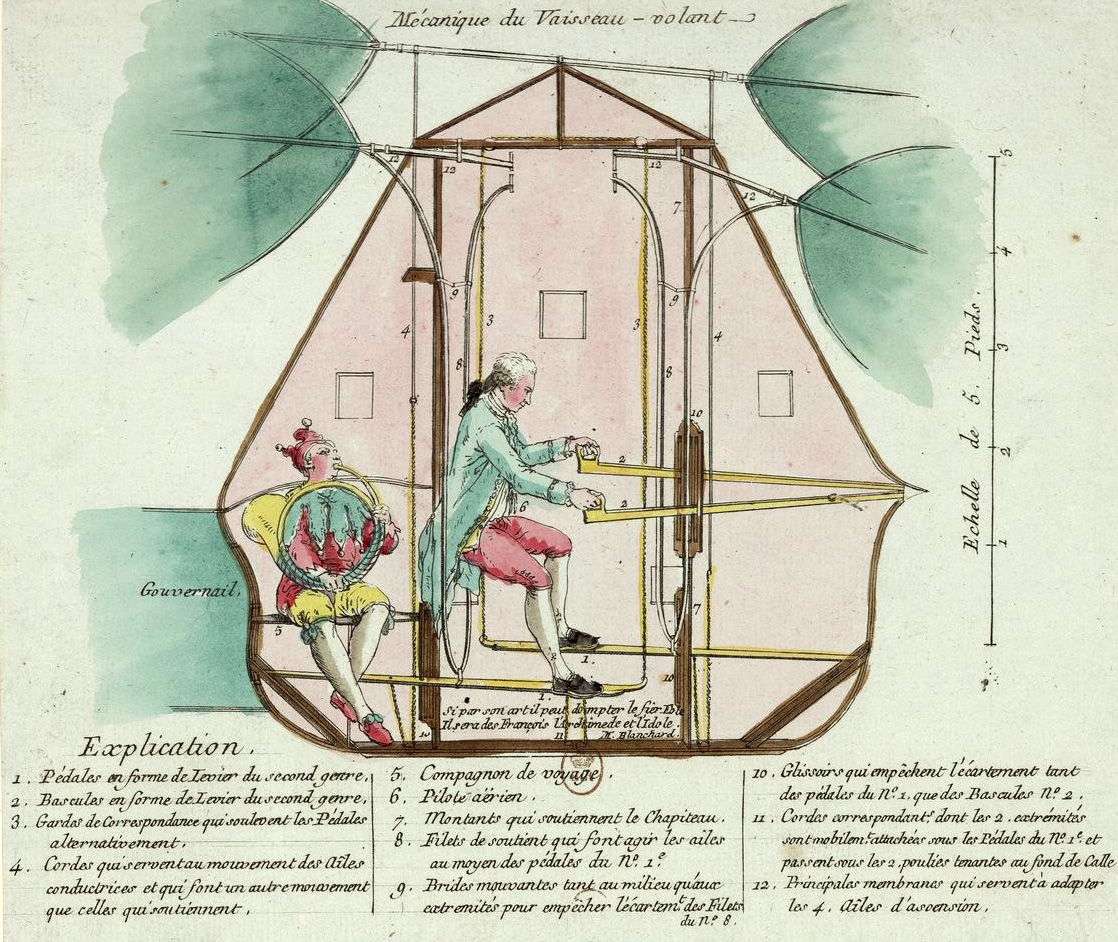
Machine volante
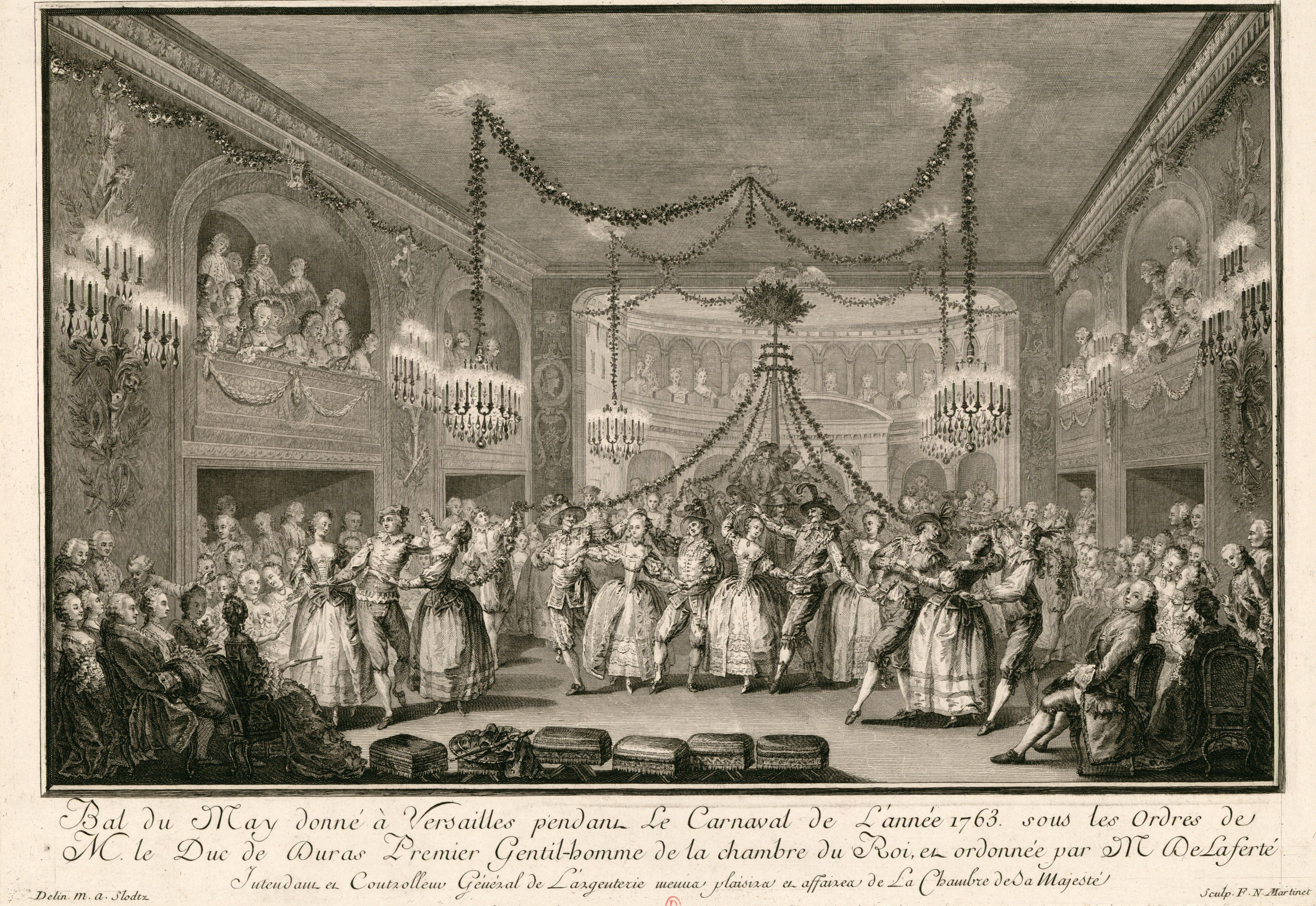
Le Bal de May

Illustrations d'ouvrage
Il dessine ou (et) grave les planches de nombreux ouvrages dont :
- Mathurin Jacques Brisson, Ornithologie ou Méthode contenant la division des oiseaux en ordres, sections, genres, espèces & leur variétés : à laquelle on a joint une description exacte de chaque espèce, avec les citations des auteurs qui en ont traité, les noms qu'ils leur ont donnés, ceux que leur ont donnés les différentes nations & les noms vulgaires, Paris, 1760, ouvrage en six volumes imprimé sur deux colonnes avec 255 planches d'oiseaux dessinées et gravées par Martinet[27].

Dessins et gravures dans Ornithologie de M. J. Brisson
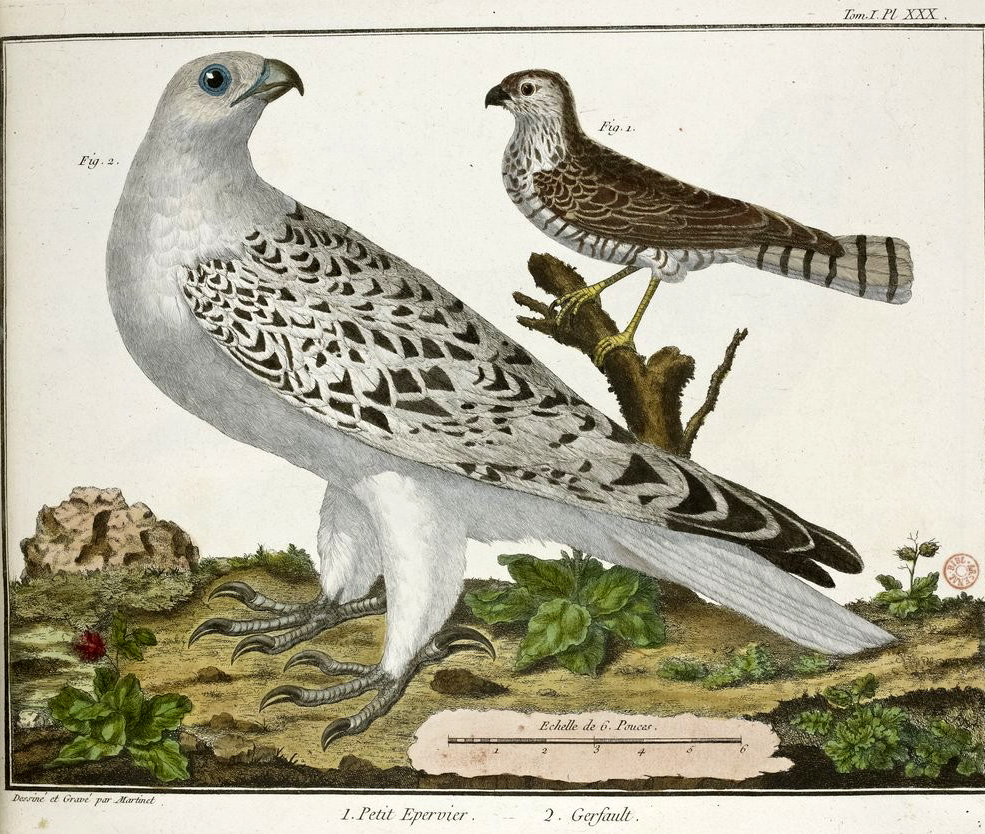
Épervier et Gerfaut
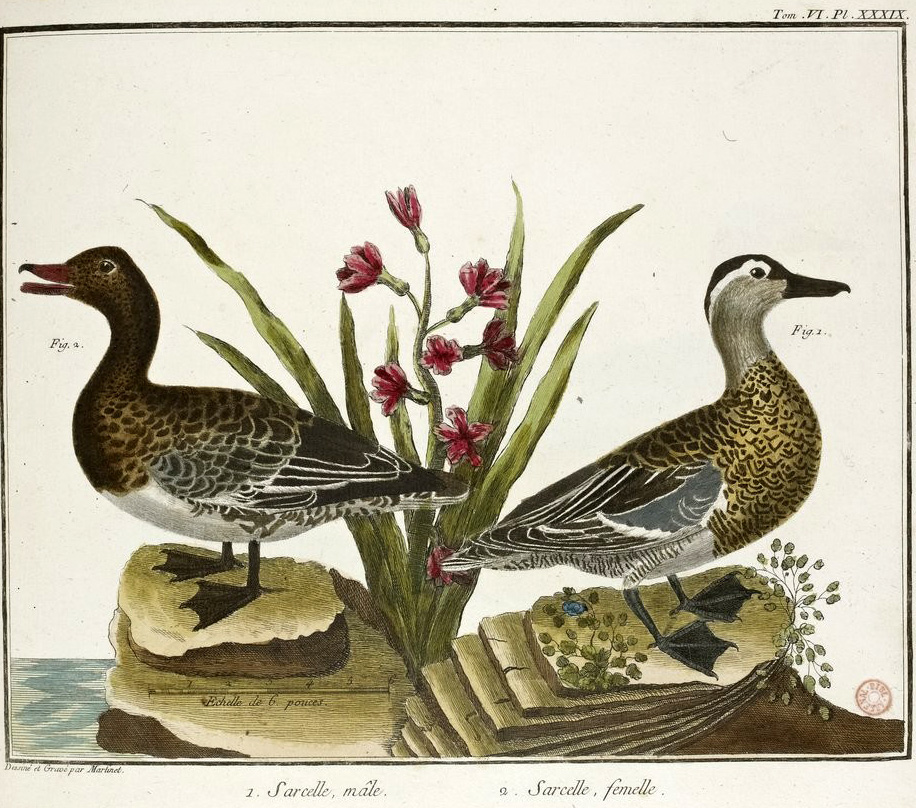
Sarcelles mâle et femelle
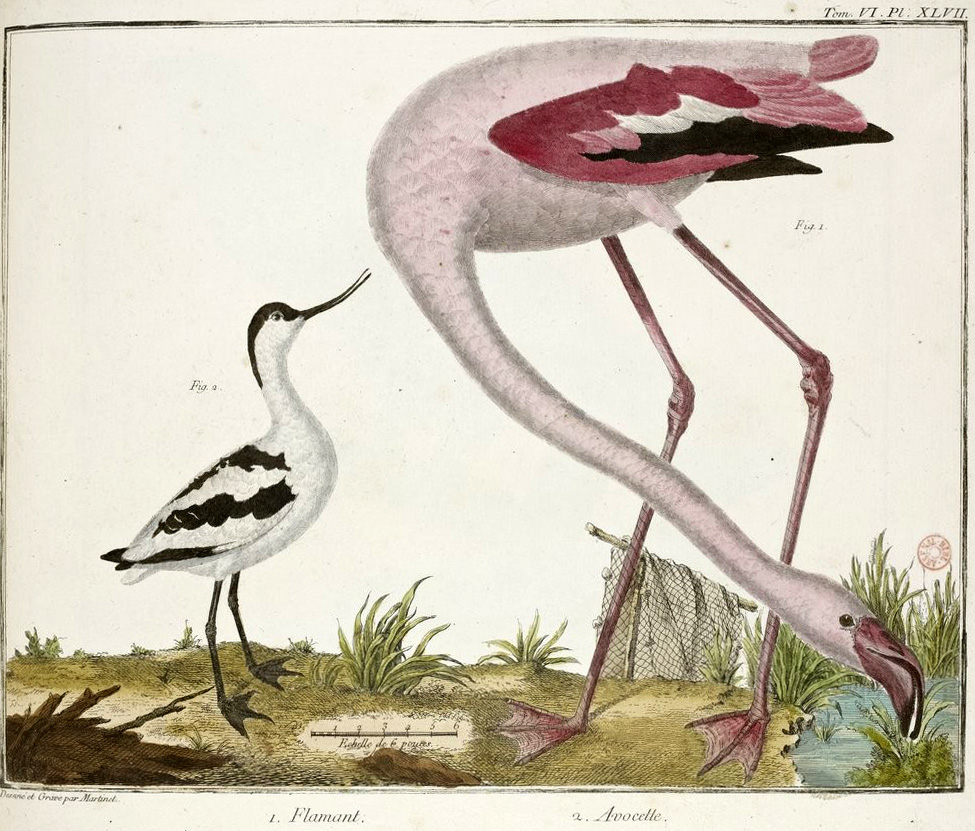
Avocette et Flamant rose

- Diderot et d’Alembert (sous la direction), Encyclopédie ou Dictionnaire raisonné des sciences, des arts et des métiers, recueil des planches sur les sciences, les arts libéraux et les arts méchaniques, avec leur explication, cinquième livraison ou sixième volume avec 294 planches, Paris, 1768[28]. Martinet dessine cent planches qui seront gravées par Robert Bénard, dont 24 de mammifères, 6 de poissons, 5 de batraciens et reptiles, 18 de crustacés, moules et oursins, 8 de polypiers, 21 d'oiseaux, 9 d'insectes et 9 de végétaux.

Gravures illustrant l'Encyclopédie d'après un dessin de F.N. Martinet
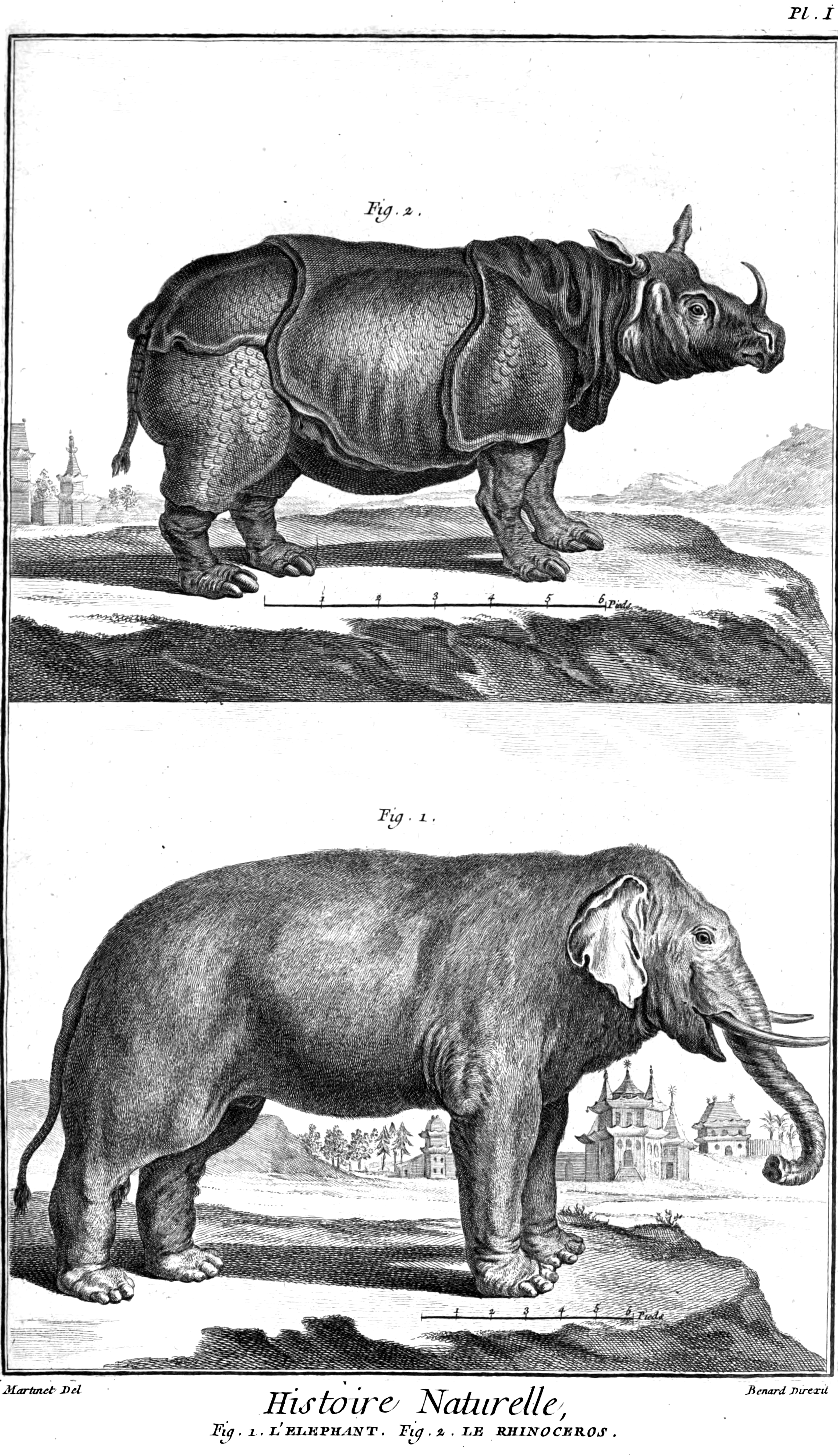
Rhinocéros et éléphant
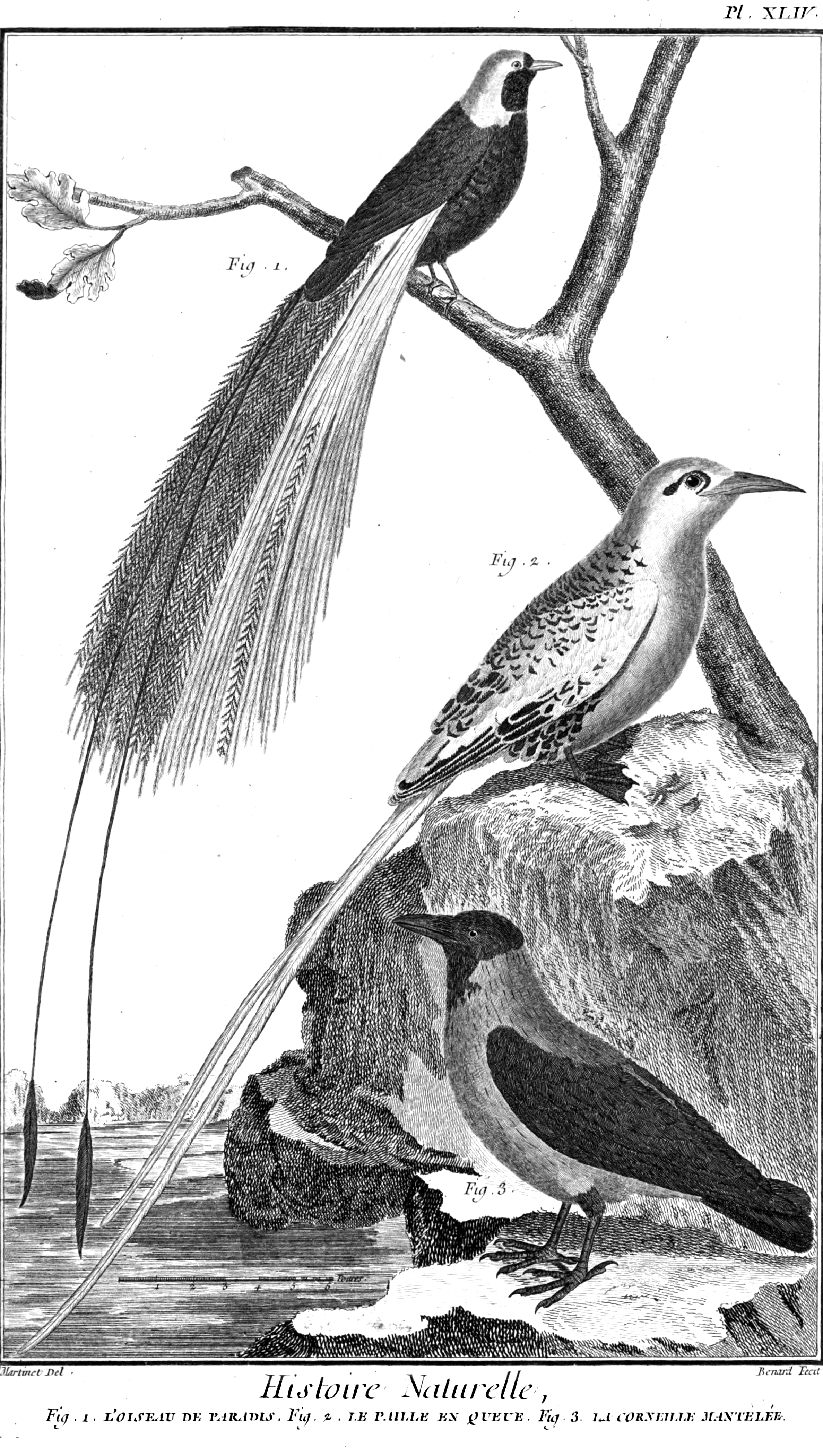
Oiseaux (Paille-en-cul et oiseau de paradis)
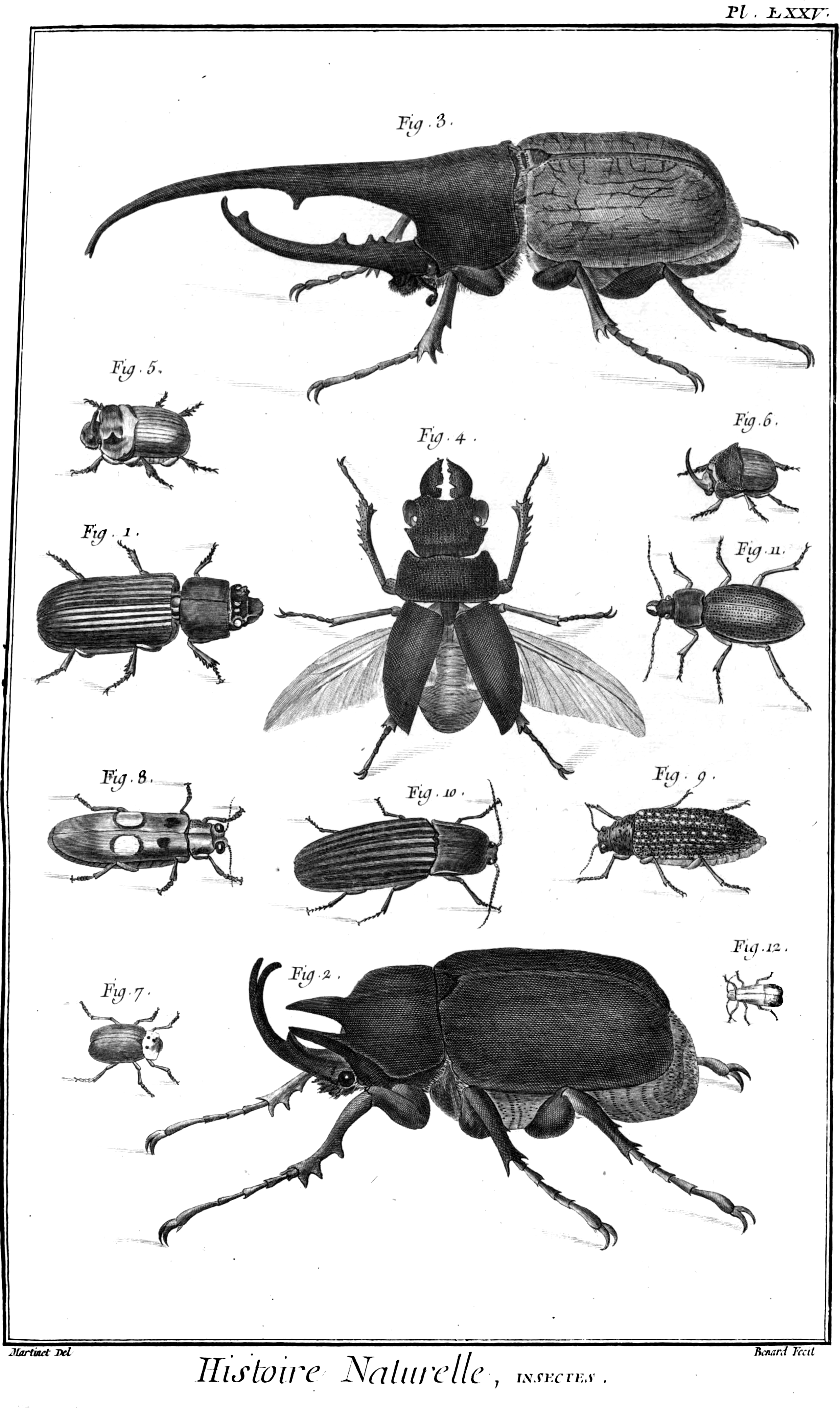
Coléoptères (Cerf-volant, scarabée, bousier)
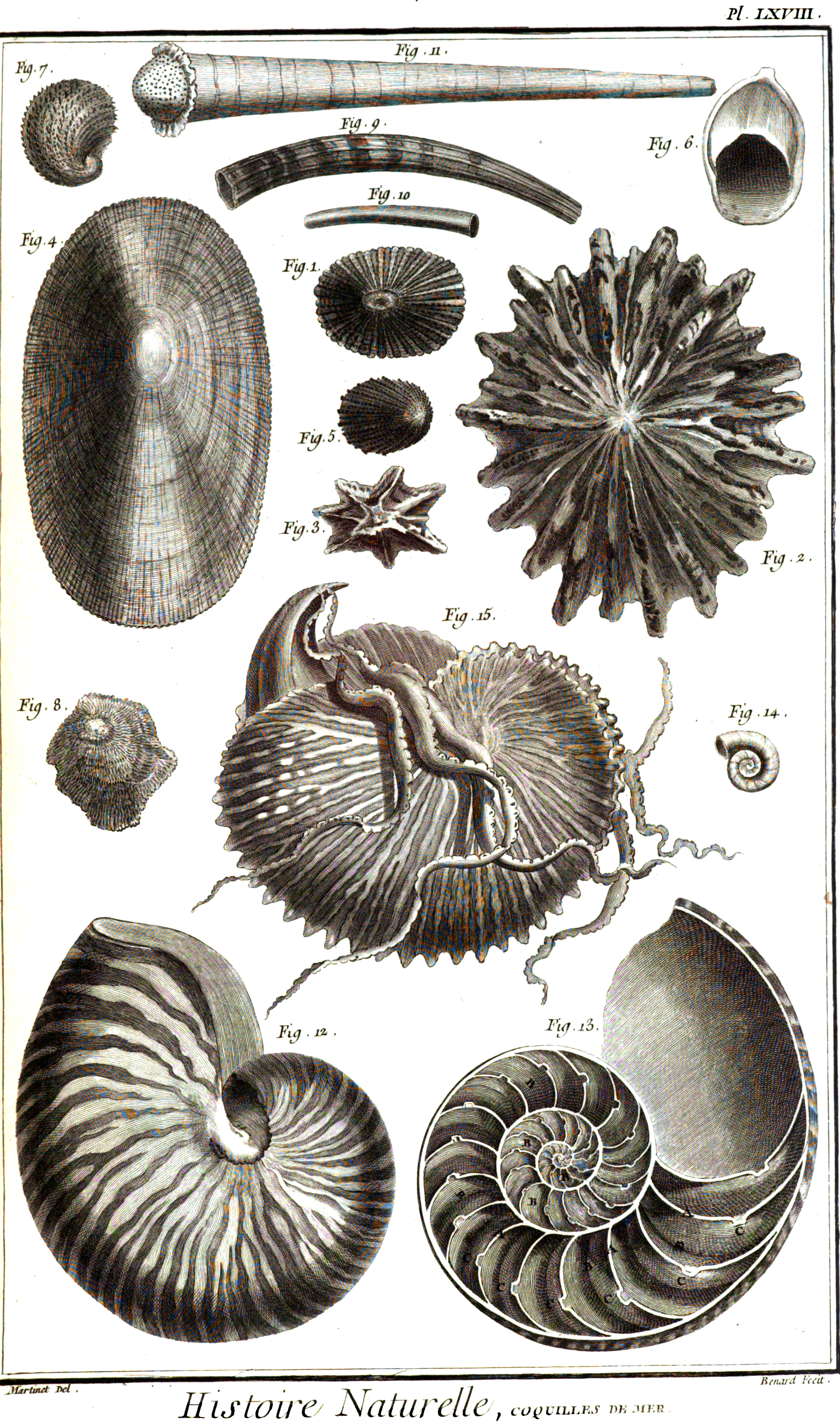
Coquillages (Patelles et Nautiles)
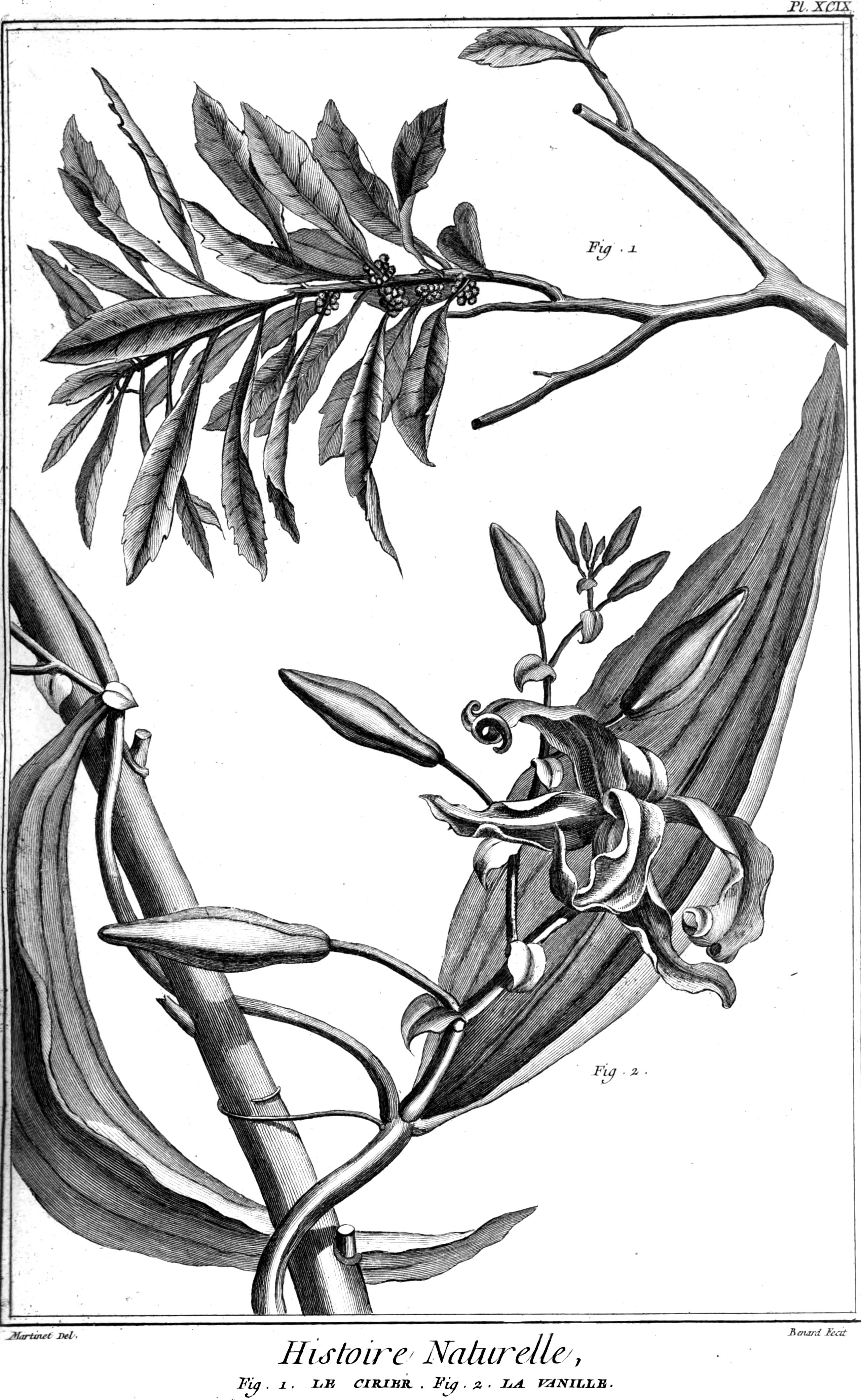
Végétal (Vanille et cirier ou arbre à suif)

- Martinet dessine et grave les planches de trois ouvrages réalisés par deux auteurs différents et décrivant les plus beaux monuments de Paris :
  - Tome 1 - Edme Beguillet, Description historique de Paris et de ses plus beaux monuments, Paris, 1779, 384 pages et 22 pages de gravures[29] : Entrée du faubourg Saint-Marceau, Boulevard de l'Hôpital, Cabinet de physique de M. le duc de Chaulnes, Porte Saint-Bernard, Porte Saint-Martin, Porte Saint-Denis, Porte Saint-Antoine, Barrière de la conférence, Grille de Chaillot, Place dauphine, Place des victoires, Place royale, Statue équestre de Louis le Grand etc.
  - Tome 2 - Jean-Charles Poncelin de La Roche-Tilhac, Histoire de Paris et description de ses plus beaux monuments, Paris, 1780, 414 pages et 13 pages de gravures[30] : Druide occupé à instruire un jeune seigneur, Porte principale du cloître Saint-Denis, Porte de l'église Saint-Denis, Charlemagne, Église Notre-Dame de Paris, François Ier, Pierre Danès etc.
  - Tome 3 - Jean-Charles Poncelin de La Roche-Tilhac, Histoire de Paris et description de ses plus beaux monuments, Paris, 1781, 420 pages et 20 pages de gravures[31] : Le Collège de Sorbonne, Mausolée du cardinal de Richelieu, Collège Louis le Grand, Collège d'Harcourt, Collège de Navarre, Collège de Montaigu, collège de Lisieux etc.

Dessins et gravures illustrant Paris et ses plus beaux monuments
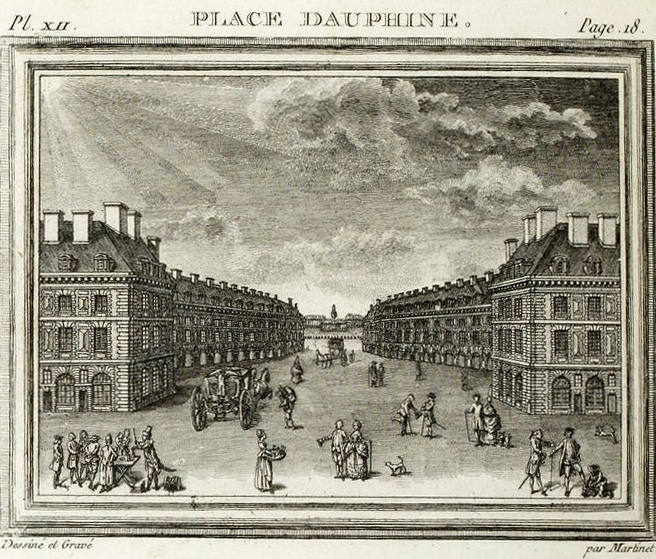
Place Dauphine
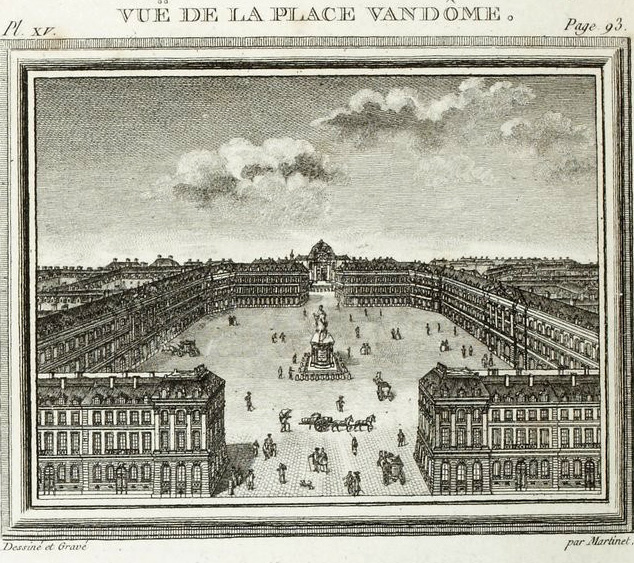
place Vendôme
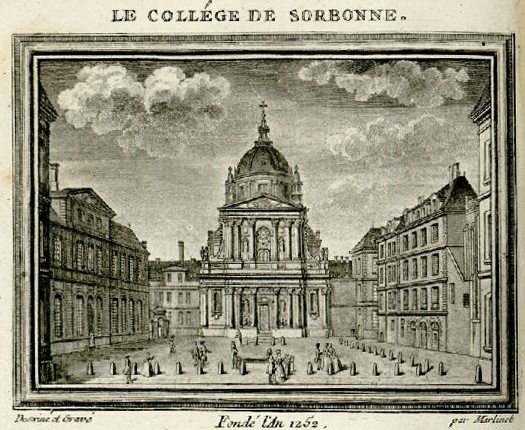
Collège de Sorbonne
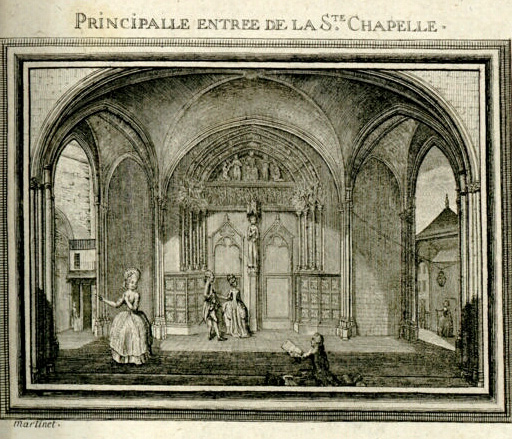
Entrée de la Sainte-Chapelle
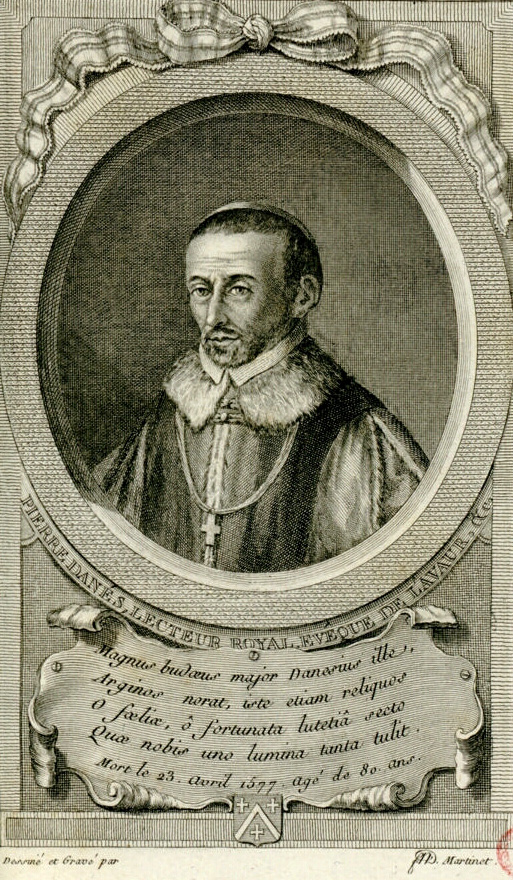
Pierre Danés

- François-Nicolas Martinet, Histoire des oiseaux, peints dans tous leurs aspects, apparents et sensibles, ornée de planches coloriées, Paris, chez l'auteur rue Julien le Pauvre ou chez l'Ami, libraire quai des Augustins, 1790-1796, ouvrage de 8 tomes en 9 volumes orné de 483 planches dessinées et gravées par l'auteur[32].

Dessins et gravures illustrant son ouvrage Histoire des oiseaux
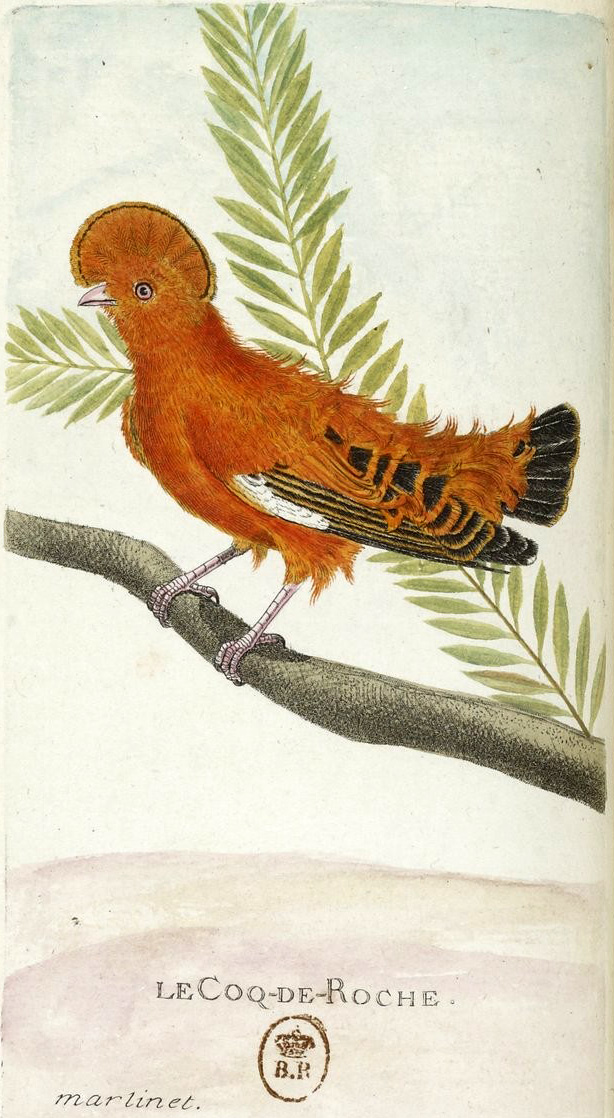
Coq-de-roche
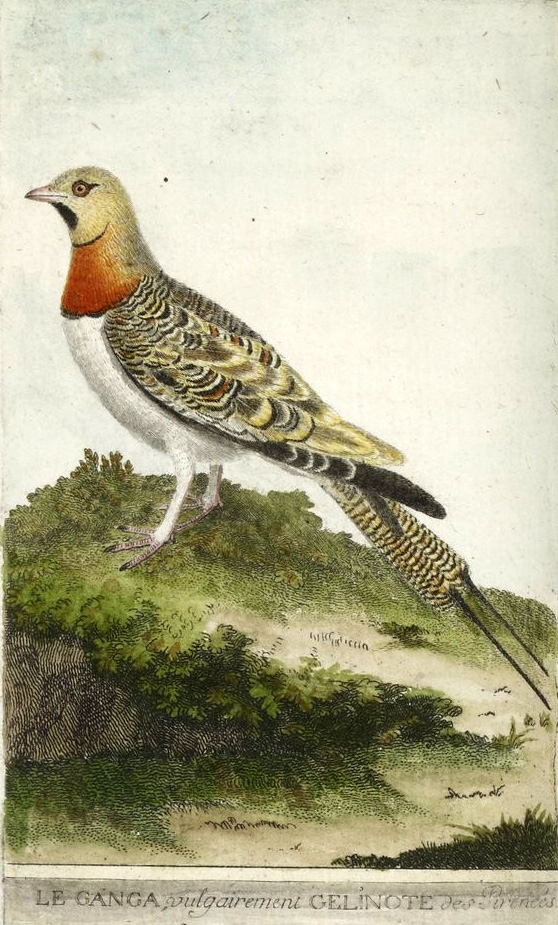
Ganga
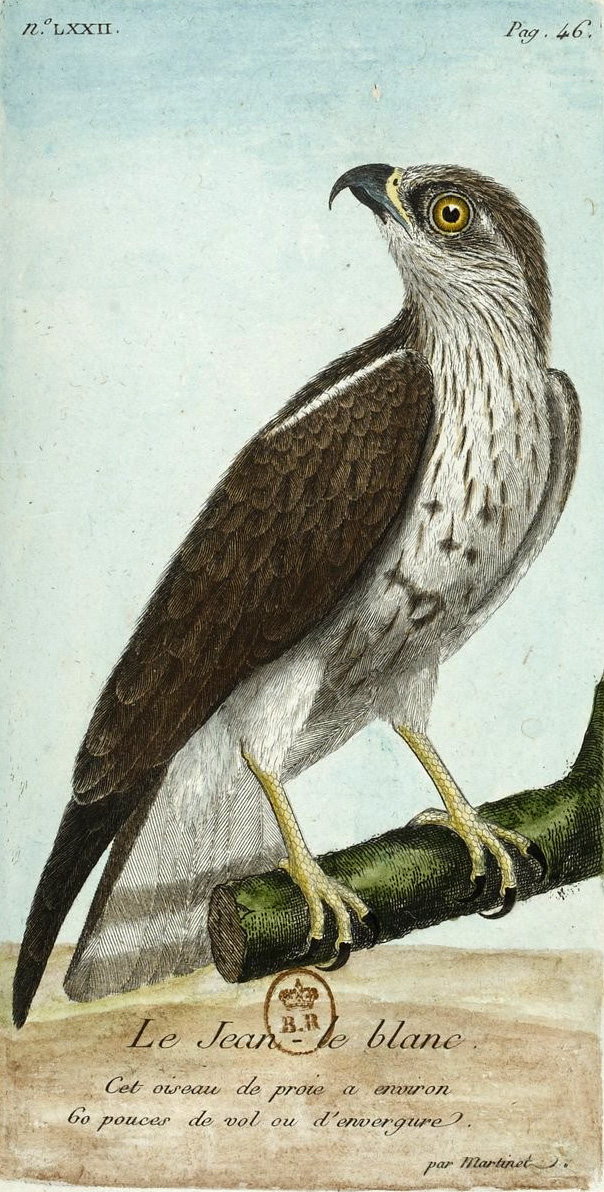
Jean-le-Blanc
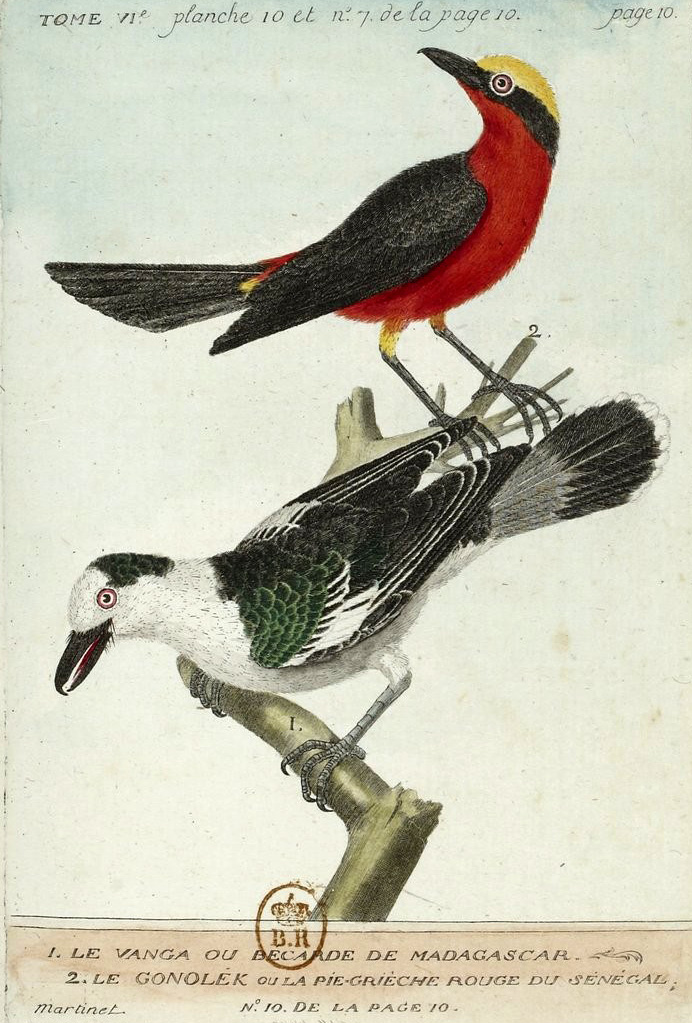
Bécarde et pie-grièche rouge du Sénégal